# Стент
Стент или проширница је цевасти жичани уређај који се у медицини користи за одржавање физиолошких вредности величине попречног пресека или увећање, проширење или отварање лумена шупљих цевастих структура као што су крвни судови и неки цевасти канали (мокраћни, жучни итд). Стент се користе у интервентној кардиологији, или васкуларној хирургији за лечење анеуризме аорте, и других болести крвних судова. Стентови могу бити од метала (нерђајућег челика, нитинол легуре) или биоразградивих материјала, разних геометријским конфигурација које су прилагођене њиховој примени.

## Етимологија
Полемике о пореклу речи стент, која се тако често примењује у медицини и свакодневном животу, и данас трају. Назив стент је коришћен вековима за означавање поступка ојачавања женских хаљина (помиње се у Оксфордском енглеском речнику), и неки аутори наводе да је назив потекао одатле. Док други сматрају да је употреба ове речи у медицини потекла од Јан Ф. Есера (хол. Jan F. Esser), холандског пластичног хирурга који је 1916. користио овај термин за описивање стоматолошких отисака чији је састав патентирао 1856. енглески стоматолог Чарлс Стент (1807—1885). Треба истаћи и чињеницу да су први „стентови“, примењивани у медицинској пракси, првобитно имали назив „Велстент“ (енгл. "Wallstents").
Стент (енглеска реч)

Енглески назив изведен из старе енглеске речи (енгл. stan- stein — која означава камен или стену), или њених осталих синонима (енгл. Stein, Steen, Stent, Stone).
Стент (уређај у медицини)

Медицинско средство, или цевасти жичани уређај, дизајниран за одржавање физиолошког вредности величине попречног пресека шупљих цевастих структура, као што су срчане и друге артерије, једњак, мокраћовод итд. Стент такође означава и уређај који се користи за подршку телесних отвор или шупљина у току пресађивања коже или имобилизацију кожних режњева након њиховог постављања. У свакодневној медицинској пракси користе се две врсте стента. Стент од нерђајућег челика (енгл. baloon expandable stents) и самоширећи (енгл. self-expandable) стентови који се израђују од нитинола.
Стент (материјал у стоматологији)

Реч стент (или „esténs”, како је првобитно реч била изговарана) означавала је у 19. веку кључни материјал (акрилни или другог састава) у стоматолошкој протетици. Данас скоро сваки лаик за медицину зна...„да је неки његов пријатељ, јавна личност или рођак уградио стент у артерију уретер или неку другу цевасту структуру у организму. Међутим, мало ко зна, да ова реч води порекло из стоматологије, јер се о стенту далеко више пише у медицинским него у стоматолошким часописима“...
Све је почело од др Чарлса Стента (Charles Stent 1807-1885) стоматолога у Лондону који је да би поправио чврстоћу материјала за отиске у зубној протетици, у њихов састав унео супстанце које су унапредиле њихову пластичност, стабилност (чврстину), а додавањем боје и њихов изглед. Овај поступак који је примењен 1856 био је толико успешан да је 1857. сер Џон Томас (Sir John Tomes), велики енглески орални хирург тога времена, похвалио Стентов изузетан допринос стоматологији.
Др Стент је убрзо у срцу Лондона, уз помоћ два сина, Чарлса Роберта Стента (Charles Robert Stent) и Артура Хауарда Озборна Стента (Arthur Howard Osborne Stent), такође стоматолога, започео комерцијалну производњу производа, који је продавао на тржишту, под именом (енгл. „C. R. and A. Stent“)...„што је заједно са многим другим патентираним проналасцима допринело здрављу становништва и унапређењу стоматологије“... Око 1900, деца су продала сва тржишна права компанији „Клаудије Аш и синови“ (енгл. Claudius Ash and Sons), која је надаље имала сва права на ово име.

## Историја
Реч стент се примењује у многим областима живота, али је она данас постала једна од најчешће коришћених речи у више медицинских дисциплина. Истраживања Медлајна 1995. о учесталости примене ове речи, је установило да се „стент“ у више од 500 чланака појављује у наслову или је тема објављеног чланка. Стентови се у 21. веку користе у много различитих медицинских интервенција, укључујући реконструкцију носа, у гинекологији, у различитим каналима и крвним судовима који морају да буду реконструисани, у хирургији трахеје, у пластичној хирургију, у лечењу доње вилице, али су најпознатији и најчешће се користе, у кардиоваскуларној интервентној кардиологији, радиологији и хирургији.
Након што је 1974. Андреас Гринциг извео прву ангиопластику на периферним крвним судовима, у локалној анестезији код човека, он је након интервенције на анималном моделу, приказао и прву успешну дилатацију стенозираног срчаног крвног суда. Заједно са Милером и Ханаом, 1977. у Сан Франциску а потом у Цириху, током елективног аортокоронарног премошћавања, Андреас Гринциг је урадио прву коронарну ангиопластику, а затим 16. септембра 1977, по први пут у историји медицине и самосталну перкутану коронарну интервенцију.
Важна открића у интервентној кардиологији настају 1986. када у Тулузу - Француска, (фр. Jacques Puel), а затим 1987. и Улрих Сигвар (Ulrich Sigwar) са сарадници имплантирају први интракоронарни стент, којим је омогућена још шира употреба перкутаних коронарних интервенција широм света. Главни разлог за њихову увођење у интервентну радиологију било је смањење број рестеноза које су се јављале након ангиопластике и боља подршка дилатираном крвном суду или цевастом каналу.
Почетком прве деценије 21. века, започета је клиничка употреба нове техничке иновације, леком обложених стентова (енгл. drug eluting stents) – (DES). Они су данас у доминантној употреби, у клиничкој пракси, иако за сада нису показали предност у акутном инфаркту миокарда у односу на основне металне стентове.

## Стент технологија
Коронарна артеријска болест (CAD), (енгл. coronary artery disease) је најчешћи узрок морбидитета и морталитета у свету. Ова болест је нпр. одговорна за 1 од 5 смртних случајева у САД, где 13 милиона људи болује од ове болести и преко 4,5 милиона смртних случајева у Европи. Хируршка метода уградње коронарни артеријски бајпас графта (CABG), (енгл. coronary artery bypass graft) је доказала своју ефикасност у лечењу коронарне артеријске болест. Међутим захтеви пацијената и истраживања лекара вођена жељом за развојем нових неинвазивних технологија (процедура) лечења резултовала су развојем нових интервенција. Третман артеријских болести је знатно промењена од увођења интраканалне и перкутане коронарне интервенција (PCIs), (енгл. introduction of percutaneous coronary interventions) укључујући и перкутану транслуминалну коронарну артеријску ангиопластика (PTCA), (енгл. percutaneous transluminal coronary artery angioplasty) и уградње коронарног артеријског стента (CAS), (енгл. coronary artery stenting). Перкутану транслуминална артеријска ангиопластика била је прва прекретница за настанак и даљи развој „стент технологије“ захваљујући Андреасу Грунтцигу који је крајем седамдесетих година 20. века први започео примену перкутане коронарне интервенције (PCI).

### Метални стентови
Метални стентови се користе од 1994. када су први пут примењени у интервентној кардиологији. Са применом металних стентова стопа учесталост рестеноза, која је након примене балон ангиопластике износила 30-40%, смањена на стопу од 20-25%.
Материјали који се тренутно користе у производњи металних стентова су нерђајући челик, кобалт-хром и нитинол. Добра страна ових материјала је што могу да издрже високе притиске и остану у организму до краја живота пацијента. Међутим примене ове технологије може да изазове и компликације међу којима су најважније;
- Тромбоза и рестеноза због неоинтималне хиперплазија.[13]
- Нееластичност, релативно велика крутост стента.
- Мале димензије арматуре стента, које се могу утиснути у зид крвног суда и изазвати запаљењски процес. (Зато се спроводе истраживања која треба да процене ефекате различитих геометријских облика и величина стента у складу са карактеристикама зида и интраканалним промером артерија или других канала у које се уграђује.[15]

Стентови од метала се обично производе заједно са балоном за дилатацију (проширење лумена цевастог суда) у јасно дефинисаним величинама или коначном облику, који се након апликације (довођења) на место имплантације отвара (проширује) надувавањем балона уграђеног у зид катетера подешава до сталног или коначног облика.
Други начин имплантације стента заснива се на примени „самоекспандирајућег стента“, који је дизајниран у облику и величини у зависности од његове намене. Када се стент („у склопљеном стању“) лоцира у предео интраканалног сужења он се отвара и захваљујући својој еластичности остаје раширен (отворен) у својој оригиналној величини. Зато се за ову намену користе се нитинол стентови који поседују особину „меморисања задате величине“.
Метални самоекспандирајуће стентови изазивају већи проценат рестеноза од балоном проширивих стентова због спољњег притиска који стимулише већи раст неоинтиме.

### Леком обложени стентови
Леком обложени метални стентови су посебним технолошким процесом полимером обложени стентови који у себи садржи лек који смањује неоинтималну хиперплазију. Тренутна технологија, која се примењује, према бројним истраживањима умањила је рестенозу за 60-80%, у односу на необложене, металне стентове.
Генерално гледано, ову врсту стента чине следеће три основне компоненте;
- Платформа, скелет или основа стента. Физичке особине платформе стента играју важну улогу у једноставнијем кретању садржаја што ограничава рестенозу. Низ физичких параметара платформе стента, као што је начин ширења, састав материјала, глаткоћа површина, дебљина битно утичу на квалитет стента.
- Преносилац (најчешће је један од потпуно биоразградивих или неразградивих полимера) који у себе може да прими лек.
- Лек (медикамент), најчешће су то сиролимус (Rapamycin)[20][21] паклитаксел (Paclitaxel),[22] и њихови аналози сиролимус-еверолимус и зотаролимус (sirolimus–everolimus, zotarolimus)[23]. Такролимус и пимеркролимус су још увек у фази истраживања и постоје опречни ставови око успешности њихове примене[19] .

Иако су леком обложени стентови направили велики напредак у лечењу многих кардиоваскуларних болести, још увек је далеко од идеалног да се значајно смање или чак елиминишу неке срчане и друге васкуларне болести применом стента, пре свега због њихове улоге у развоју рестенозе (због неоинтималне хиперплазије и нешто убрзанијег процеса атеросклерозе).) и одложене тромбозе (због непотпуне ендоепителизацији арматуре стента))
Примена биоразградивих и биокомпатибилних биоматеријали би требало да буде првенствена опција у даљем истраживањима и техничким решењима нових генерација стентова, (као што то Ваксман наводи у свом чланку "да раде свој посао, а онда нестану". При чему лек или комбинација лекова треба да има минимални инфламаторни одговор, да ефикасно спречава појаву запаљења и да не уништава поновну ендотелизацију како би се спречила тромбоза.

## Биоресорптивни стентови
Традиционални стентови направљени су од металне мрежице и они остају у телу болесника трајно или до њиховог уклањања разним хируршким интервенцијама. За разлику од њих биоресорптивни стентови имају исту намену, али су произведен од растворљивог, ресорптивног или апсорптивног материјала и после одређеног времена ишчезавају из организма. У многим случајевима, ови стентови имају и психолошку предност јер њихову уградњу многи болесници боље прихватају.
Захтеви које морају да испуњавају биоресорптивни (биоразградиви) коронарни стентови према др Ванкатраману (Venkatraman) и сарадницима су следећи;
- Материјал од кога је стент израђен, као и његови деградациони производи морају бити биокомпатибилни.
- Структурни интегритет, до почетка деградације (ресорпције), стент мора да одржи најмање шест месеци од уградње а пуна деградацију треба да настане тек након 12-18 месеци.
- Деградација стента не сме да буде праћена одвајањем комадићима материјала који би он отпушта у лумен.
- Стента мора бити разместив било његовим ширењем уз помоћ балон катетера или сопственим ширењем.
- Након имплантације стент мора да буде безбедно „усидрен“ и не сме да мигрира у лумену. Стент такође мора да буде у стању да издржи структурне контракција мишића крвних судова.
- Стент мора бити радиолошки непрозиран и да омогућава безбедну и лаку примену.

## Кардиоваскуларни стентови

### Коронарни стентови
Коронарна артеријска болест која је најчешће узрокована атеросклерозе има за последицу акумулацију атероматозних плакова на зидовима артерија. Сужавање и стврдњавање зида артерија доводи до смањења или потпуног престанка протока крви што узрокује ангинозне болове и инфаркт.
Интервентном кардиолошком методом под називом ангиопластика балон катетер са стентом се кроз крвни суд лагано помера до места сужења са циљем да се оно прошири (отклони) и обнови проток крви, што болеснику смањује ангинозне болове и друге симптоме дисплазије. Ако је артерија превише мала, обично се на место сужења у оболелом делу артерије током ангиопластике имплантира стент, који подржава проширени зид артерије и спречава његово поновно сужавања и спречава појаву рестенозе или поновљени прекид протока крви. Стента такође може да подржи артерију ако је дошло до њеног цепања или повреде током ангиопластике.
Стента је за организам страни материјал који изазива природни процес згрушавања крви у организму, што покреће реакцију крвних плочица и појаву коагулације, која може стварањем тромботичних маса да изазове рестенозу или застој протока крви кроз стент. Тромбоза стента се може спречени применом антикоагулантне терапије која се примењује све док ендотелне ћелије крвног суда потпуно не обложе стент и изолују га од контакта са крвљу.
Процес проширења крвног суда балоном и имплантација стента оштећује зид артерија и доводи до неоинтималне хиперплазија, претеране реакције интиме крвног суда. Неоинтимална реакција изазива хиперплазију ендотела и рестенозу која се дефинише као смањење величине лумена крвног суда након интервенције.
Ремоделовањем зида артерије настаје процес обновљеног протока крви и пацијенту се спашава живота.
Када се метални стентови користе рестеноза се може јавити приближно до шест месеци након имплантације а лумен крвног суда се повећава између шест месеци и три године након имплантације. тако да после тог времена (око шест месеци) стент више није потребан да обезбеди скелет или потпору проширеном крвном суду након интервенције.

### Каротидни стентови
Каротидне артерије су магистралниу крвни судови који се налазе са десне и леве стране врата. Ове артерије „транспортују“ „крв“ од срца до мозга. Атероматозни плакови такође могу да сузе и каротидне артерије. Када се то деси, ово стање се назива болест каротидних артерија.
Наслага на каротидним артеријама ограничавају проток крви у мозак и стварају услове за могућу појаву можданог удара. Исти етиолошки фактори који повећавају ризик од дисплазије у коронарним артеријама, повећавају и ризик за настанак болести каротидних артерија.
Стентови се примењују у стенозираним каротидним артеријама да помогну у њиховој потпуном отварању (реканалисању) након извршеног интервентног ширења балон катетером (ангиопластиком). Колико је дугорочно гледано успех овог третман још увек није познато. Истраживања које су у току треба да открију све могуће ризике и користи од уградње каротидног артеријског стента.

### Стентови за трбушну или грудну аорту
Главна артерија која полази из срца и врши снабдева тела крвљу назива се аорта. Аорте „путује“ кроз грудни кош наниже у трбушну дупљу где се код четвртог слабинског пршљена рачва у леву и десну заједничку илијачну артерију. Током времена, код неких дегенеративних болести делови њеног зида, трпе промене, које ослабљују (истањују) зид аорте. У овим ослабљеним деловима аорте сила крви гура ослабљени зид крвног суда и ствара испупчење познато под називом анеуризма.
Зидови анеуризме аорте могу да се упале и „поцепају“ (руптуририрају), најчешће у њеном трбушном делу али се исти процес може развити и у грудном делу аорте, што доводи до потенцијалног смртоносног унутрашњег крварење. Обе врсте анеуризми аорте се успешно могу лечити ендоваскуларном имплантацијом аорталног стента (стент графта), у пределу ослабљеног или проширеног дела трбушне или грудне аорте, и са унутрашње стране ојачава њен зид.
Још један проблем који може да настане у аорти је појава шупљине (дисекције) у њеном унутрашњем зиду, у коју под силом притиска крви може да дође до њеног све већег ширења. Ова промена може смањити проток крви до ткива која се снабдевају крвљу из тог дела аорте. Током времена, може доћи до потпуног прекида проток крви кроз аорту или до пуцања њеног зида (што се најчешће се дешава у грудном делу аорте).
За ову ендоваскуларну интервенцију постоји посебна врста стентова који се примењују у спречавању продор крви у проширења (дисекцију) у зиду аорте. Имплантација стент графта у оштећени део аорте (види слику десно) може да помогне у обнови нормалног проток крви и смањи ризик од компликација.
...„Колико је функција ових стентова успешна на дужи временски рок још увек није познато јер се ради о релативно новој методи која се и даље истражује кроз бројне медицинске студије“...

### Стентови за остале артерије
У бубрежним артеријама, као и у другим крвним судовима, могу настати сужења која смањују проток крви кроз бубрег, што за последицу може имати поремећај његових функција; смањено излучивања мокраће и поремећај контроле крвног притиска са развојем малигне хипертензије.
Плакови у атеросклерози могу сузити лумен и артерија у рукама и ногама током времена. Када се то догоди, ово стање се назива болест периферних артерија или Периферна васкуларна болест. Сужења лумена у периферној васкуларној болести најчешће прати појава бола и грчева (калудикација) у погођеном уду. Ако су сужење крвног суда тешка, може настати и потпуни прекид проток крви кроз погођени уд, што захтева хитну интервенцију због претеће некрозе и гангрене.
Да би се ублажили ови васкуларни поремећаји, и реканалисао лумен (суженог-зачепљеног) крвног суда може се применити интервентна ангиопластика на суженим артеријама бубрега, руку, ногу или на другим артеријама. Поступак ангиопластике је често праћен и имплантацијом стента у сужену артерију што помаже да она остане трајно, потпуно отворена.

## Уретерални стент
Уретерални стент је танка цев (врста стента) која се умеће у уретер да спречи или лечи застоје у излучивању мокраће из бубрега и штити његове функције, које могу бити угрожене, нпр. бубрежним каменом, крвним угрушком итд.
Стентови који се користи код одраслих пацијената су различите дужине која варира између 24 и 30 cm. и различитог пречника или ширине, како би својим димензијама одговарали различитим промерима лумена уретера. Уретерални стент се обично умеће уз помоћ уролошког инструмента цистоскопа. Један или оба краја стента могу бити са „кружним омчама“ које треба да спрече померање стента са места. Ове врсте стентова се зову; ЈЈ стент, дупли Ј стент или прасећи реп стент (енгл. JJ stent, double J stent or pig-tail stent).

## Простатични стент
Простатични стент је хипоалергени метални стент који се користи за ефикасно лечење опструкције простате без нежељених ефеката великих операција или за уклањањање нелагодности изазваних катетером (као софистицирана замена за сталне уринарне катетере), при чему се чува акт мокрења.
Код лечења бенигне и малигне опструкције простате, овај стент се убацује у току 20 до 30 минута под локалном анестезијом помоћу цистоскопа или катетера кроз уретру и пласира се на кроз опструкцију омогућавајући мокрачи да слободно тече кроз простату. Тиме се чува нормална контрола мокраћне бешике и обезбеђује несметан проток мокраће.
Стент може остати у телу до две године или више пре него што га треба поново заменити. 
Минимално инвазивна природа овог стента чини га разумним избором за старије, слабе пацијенте који узимају антикоагулантне лекове или оне који пате од деменције и који су у опасности да себи нанесу озбиљне повреде и бол насилним уклањањем катетера.